# Кітаджіма Косуке
Кітаджі́ма Ко́суке  (яп. 北島康介, きたじまこうすけ, МФА: [kʲi̥tad͡ʑima koːsu̥ke]; 22 вересня 1982) — японський плавець, олімпійський чемпіон. Народився в районі Аракава, Токіо. Випускний Японського університету фізкультури. Розпочав займатися плаванням з 5 років.

## Виступи на Олімпіадах
| Олімпіада   | Дисципліна                    | Місце |
| ----------- | ----------------------------- | ----- |
| Сідней 2000 | плавання на 100 метрів брасом | 4     |
| Сідней 2000 | плавання на 200 метрів брасом | 17    |
| Афіни 2004  | плавання на 100 метрів брасом | 1     |
| Афіни 2004  | плавання на 200 метрів брасом | 1     |
| Афіни 2004  | комплексна естафета 4 × 100   | 3     |
| Пекін 2008  | плавання на 100 метрів брасом | 1     |
| Пекін 2008  | плавання на 200 метрів брасом | 1     |
| Пекін 2008  | комплексна естафета 4 × 100   | 3     |
| Лондон 2012 | плавання на 100 метрів брасом | 5     |
| Лондон 2012 | плавання на 200 метрів брасом | 4     |
| Лондон 2012 | комплексна естафета 4 × 100   | 2     |